# 39792 Patrickchevalley
39792 Patrickchevalley è un asteroide della fascia principale. Scoperto nel 1997, presenta un'orbita caratterizzata da un semiasse maggiore pari a 2,1778286 au e da un'eccentricità di 0,1229626, inclinata di 4,55791° rispetto all'eclittica.